# Powiat kędzierzyńsko-kozielski
Powiat kędzierzyńsko-kozielski – powiat w Polsce, na terenie województwa opolskiego, utworzony w 1999 roku w ramach reformy administracyjnej. Jego siedzibą jest miasto Kędzierzyn-Koźle.
W skład powiatu wchodzą:
- gminy miejskie: Kędzierzyn-Koźle
- gminy wiejskie: Bierawa, Cisek, Pawłowiczki, Polska Cerekiew, Reńska Wieś
- miasta: Kędzierzyn-Koźle

Według danych z 31 grudnia 2019 roku powiat zamieszkiwało 93 880 osób. Natomiast według danych z 30 czerwca 2020 roku powiat zamieszkiwały 93 544 osoby.

## Geografia
Powiat kędzierzyńsko-kozielski jest położony w południowo-wschodniej części województwa opolskiego.
Historycznie teren powiatu leży na Górnym Śląsku.
Powiat jest właścicielem nieruchomości o łącznej powierzchni 41.2638 ha, w tym:
- miejskie tereny zabudowane – 10.6235 ha
- miejskie tereny niezabudowane – 0.0706 ha
- inne tereny zabudowane – 17,9111 ha
- tereny rekreacyjno-wypoczynkowe – 15.5702 ha
- drogi – 12.7285 ha
- grunty orne – 3,3510 ha
- nieużytki – 0.1071 ha
- wody płynące – 0.0652 ha

Powierzchnię powiatu w większości stanowią użytki rolne oraz obszary leśne:
| Miasta i gminy powiatu | grunty orne |
| ---------------------- | ----------- |
| Pawłowiczki            | 37,7%       |
| Reńska Wieś            | 19,7%       |
| Cisek                  | 15,4%       |
| Polska Cerekiew        | 14,4%       |
| Kędzierzyn–Koźle       | 6,8%        |
| Bierawa                | 6,0%        |

Źródło: Biuletyn Statystyczny na dzień 31.03.2006 r.

## Władza powiatu
Władzę w powiecie  sprawuje Rada Powiatu Kędzierzyńsko-Kozielskiego (organ uchwałodawczy) i Zarząd Powiatu ze Starostą na czele (organ wykonawczy).

### StarostowiePowiatu
- Artur Maruszczak (PO) od 2024
- Paweł Masełko (PO) 2021-2024
- Małgorzata Tudaj (PO) – 2012–2014, 2014–2018, 2018–2021
- Artur Widłak (PO) – 2011–2012
- Józef Gisman (Mniejszość Niemiecka) – 1999–2002, 2002–2006, 2006–2010, 2010–2011

### Rada Powiatu kadencja 2014–2018
1. Chromik Henryk (Platforma Obywatelska) – wiceprzewodniczący rady powiatu kędzierzyńsko-kozielskiego
2. Fąfara Wiesław (SLD)
3. Frischko Rajmund (Mniejszość Niemiecka) – członek zarządu powiatu
4. Gisman Józef (Mniejszość Niemiecka) – wicestarosta 
5. Gładysz Jakub (PiS)
6. Jankowska Bożena (PO)
7. Kandziora Tomasz (MN)
8. Krebs Andrzej (PiS)
9. Kuźbida Jadwiga (PO)
10. Lachowicz Andrzej (PiS)
11. Mankiewicz Grzegorz (SLD) – wiceprzewodniczący rady powiatu kędzierzyńsko-kozielskiego 
12. Masełko Paweł (PO)
13. Mroczko Jadwiga (PO) – członek zarządu powiatu 
14. Piasecki Marek (KWW Tomasza Wantuły)
15. Smal Ireneusz (MN) 
16. Szklarczyk Sebastian (PiS)
17. Szymański Dariusz (PO) – członek zarządu powiatu
18. Tudaj Małgorzata (PO) – starosta
19. Wantuła Tomasz (KWW TW)
20. Wołowska Barbara (MN)
21. Wróbel Danuta (MN) – przewodnicząca rady powiatu kędzierzyńsko-kozielskiego
| Ugrupowanie                    | 2002-2006 | 2006-2010 | 2010-2014 | 2014-2018 | 2018-2023 |
| ------------------------------ | --------- | --------- | --------- | --------- | --------- |
| Sojusz Lewicy Demokratycznej   | 7         | 3 (LiD)   | 3         | 2         | -         |
| Gospodarność i Praca           | 5         | 1         | -         | -         | -         |
| Mniejszość Niemiecka           | 6         | 8         | 5         | 6         | 6         |
| Zjednoczeni                    | 1         | -         | -         | -         | -         |
| Razem dla Śląska               | 1         | -         | -         | -         | -         |
| Centroprawica                  | 3         | 2         | -         | -         | -         |
| Prawo i Sprawiedliwość         | -         | 2         | 1         | 4         | 4         |
| Platforma Obywatelska          | -         | 5         | 5         | 7         | 9*        |
| Porozumienie                   | -         | 2         | -         | -         | -         |
| Polskie Stronnictwo Ludowe     | -         | -         | 2         | -         | -         |
| KWW Tomasza Wantuły            | -         | -         | 5         | 2         | -         |
| Niezależni z Markiem Piaseckim | -         | -         | -         | -         | 2         |

*KWW Sabiny Nowosielskiej – Koalicja Obywatelska

## Demografia
Cechą charakterystyczną dla ludności zamieszkującej powiat kędzierzyńsko-kozielski jest wielokulturowość, która przejawia się w harmonijnym współżyciem Ślązaków, Polaków z Kresów Wschodnich i tzw. „Centralnej Polski” oraz Niemców. Działalność ruchu mniejszości niemieckiej i powstanie Towarzystwa Społeczno-Kulturalnego Niemców na „Śląsku Opolskim” stanowi ważny element życia kulturalnego, społecznego i politycznego powiatu.

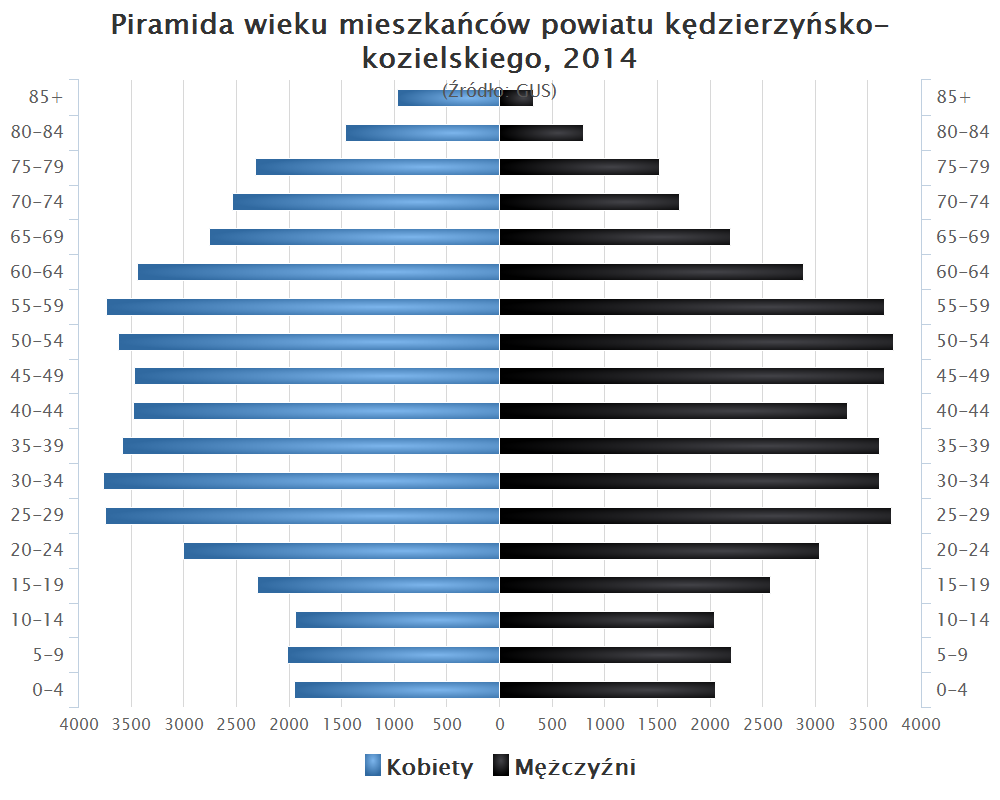
Piramida wieku mieszkańców powiatu kędzierzyńsko-kozielskiego w 2014 roku

Liczba ludności (dane z 30 czerwca 2005):
|        | Ogółem  | Ogółem | Kobiety | Kobiety | Mężczyźni | Mężczyźni |
| osób   | %       | osób   | %       | osób    | %         |           |
| ------ | ------- | ------ | ------- | ------- | --------- | --------- |
| Ogółem | 102 701 | 100    | 52 913  | 51,52   | 49 788    | 48,48     |
| Miasto | 65 934  | 64,20  | 34 081  | 33,18   | 31 853    | 31,02     |
| Wieś   | 36 767  | 35,80  | 18 832  | 18,34   | 17 935    | 17,46     |

▶Wieś vs ▶miasto
Ogółem (▶k, ▶m)
Miasto (▶k, ▶m)
Wieś (▶k, ▶m)

## Gospodarka
Powiat kędzierzyńsko-kozielski posiada duży potencjał gospodarczy, infrastrukturalny, społeczny i intelektualny. Gospodarka opiera się na dobrze rozwiniętym przemyśle chemicznym (jeden z największych zakładów chemicznych w kraju: ZAK Spółka Akcyjna i inne), dużym węźle kolejowym, stoczni i porcie rzecznym na Odrze, kopalni piasku oraz licznych zakładach usługowych i remontowo-budowlanych.
W grudniu 2005 w powiecie było zarejestrowanych 8196 podmiotów gospodarczych (posiadających REGON), natomiast dane z grudnia roku 2011 wskazują na 8858 podmiotów.

## Jednostki
- Powiatowy Urząd Pracy, ul. Anny 11, 47-200 Kędzierzyn-Koźle
- Zarząd Dróg Powiatowych, ul. Piastowska 15, 47-200 Kędzierzyn-Koźle
- Powiatowe Centrum Pomocy Rodzinie, ul. Skarbowa 4, 47-200 Kędzierzyn-Koźle
- Dom Dziecka, ul. Skarbowa 8, 47-200 Kędzierzyn-Koźle
- Dom Pomocy Społecznej Zgromadzenia Sióstr Św. Elżbiety – Prowincja Nyska, ul. Łukasiewicza 9, 47-200 Kędzierzyn-Koźle
- Dom Pomocy Społecznej, ul. Zielna 1, 47-230 Kędzierzyn-Koźle
- Powiatowa Komenda Państwowej Straży Pożarnej w Kędzierzynie-Koźlu, ul. Kraszewskiego 12, 47-200 Kędzierzyn-Koźle
- Komenda Powiatowa Policji w Kędzierzynie-Koźlu, ul. Wojska Polskiego 18, 47-220 Kędzierzyn-Koźle
- Samodzielny Publiczny Zespół Opieki Zdrowotnej w Kędzierzynie-Koźlu, ul. 24 kwietnia 5, 47-200 Kędzierzyn-Koźle
- SPZOZ Zakład Zdrowia Publicznego i Medycyny Profilaktycznej, ul. Leszka Białego 5, 47-220 Kędzierzyn-Koźle
- Powiatowy Inspektorat Nadzoru Budowlanego w Powiecie Kędzierzyńsko-Kozielskim, ul. Damrota 30, 47-220 Kędzierzyn-Koźle
- Powiatowy Inspektorat Weterynarii w Kędzierzynie-Koźlu, ul. Piastowska 15, 47-200 Kędzierzyn-Koźle
- Powiatowa Stacja Sanitarno-Epidemiologiczna w Kędzierzynie-Koźlu, ul. Anny 14, 47-200 Kędzierzyn-Koźle
- Powiatowe Centrum Usług Wspólnych w Kędzierzynie-Koźlu, ul. Damrota 30, 47-220 Kędzierzyn-Koźle

## Oświata w powiecie
- Powiatowy Zarząd Oświaty, Damrota 30, 47-220 Kędzierzyn-Koźle

## Sąsiednie powiaty
- powiat głubczycki
- powiat prudnicki
- powiat krapkowicki
- powiat strzelecki
- powiat gliwicki (śląskie)
- powiat raciborski (śląskie)